# Superpuchar Hiszpanii w piłce siatkowej mężczyzn (2016)
Superpuchar Hiszpanii w piłce siatkowej mężczyzn 2016 – 19. edycja rozgrywek o Superpuchar Hiszpanii rozegrana 7 grudnia 2016 roku w Pabellón Los Planos w Teruelu. W meczu o Superpuchar udział wzięły dwa kluby: mistrz i zdobywca Pucharu Hiszpanii w sezonie 2015/2016 - Unicaja Almería oraz finalista Pucharu Hiszpanii 2016 - CV Teruel.
Po raz piąty zdobywcą Superpucharu Hiszpanii został CV Teruel.
MVP spotkania wybrany został zawodnik CV Teruel - Wenezuelczyk Thomas Ereú, który zdobył 21 pkt.

## Drużyny uczestniczące
| Drużyna         | Osiągnięcia w sezonie 2015/2016          |
| --------------- | ---------------------------------------- |
| Unicaja Almería | mistrzostwo i zdobycie Pucharu Hiszpanii |
| CV Teruel       | finał Pucharu Hiszpanii                  |

## Mecz
Środa, 7 grudnia 2016 – 20:15 (UTC+1) • Pabellón Los Planos, Teruel
Widzów: 2000
Czas trwania meczu: 118 minut
Sędziowie: Juan Mario Bernaola Sánchez i Francisco José Ortega
| CV Teruel            | 3:2                                        | Unicaja Almería       |
| Jarosław Lech 23 pkt | (25:15, 25:23, 23:25, 20:25, 17:15) raport | Alexander Szot 17 pkt |

| Poz.                    | Nr | Zawodnik          | 1        | 2        | 3        | 4        | 5        | Pkt |
| ----------------------- | -- | ----------------- | -------- | -------- | -------- | -------- | -------- | --- |
| P                       | 1  | Balša Radunović   | 9 sześć  | 8 pięć   | 9 sześć  | 8 pięć   | 8 pięć   | 13  |
| Ś                       | 9  | Pablo Bugallo     | 7 cztery | 6 trzy   | 7 cztery | 6 trzy   | 6 trzy   | 9   |
| Ś                       | 10 | Marc Altayó       | 4 jeden  | 9 sześć  | 4 jeden  | 9 sześć  | 9 sześć  | 13  |
| A                       | 11 | Jarosław Lech     | 8 pięć   | 7 cztery | 8 pięć   | 7 cztery | 7 cztery | 23  |
| R                       | 17 | Xavier Folguera   | 5 dwa    | 4 jeden  | 5 dwa    | 4 jeden  | 4 jeden  | 2   |
| P                       | 21 | Thomas Ereú       | 6 trzy   | 5 dwa    | 6 trzy   | 5 dwa    | 5 dwa    | 21  |
| L                       | 4  | Vinicius Noronha  | L        | L        | L        | L        | L        |     |
| Zmiany                  |    |                   |          |          |          |          |          |     |
| R                       | 2  | Sergi Reñé Giralt |          | 2 zmiana | 2 zmiana | 2 zmiana | 2 zmiana |     |
| Ś                       | 3  | Víctor Rodríguez  |          |          |          | 2 zmiana | 4 pusty  | 3   |
| P                       | 6  | Máximo Torcello   |          | 2 zmiana |          | 4 pusty  | 4 pusty  |     |
| A                       | 12 | Gerard Osorio     |          | 2 zmiana |          | 4 pusty  | 2 zmiana |     |
| Nie weszli na boisko    |    |                   |          |          |          |          |          |     |
| P                       | 7  | Carlos Jiménez    |          |          |          | 4 pusty  | 4 pusty  |     |
| L                       | 8  | David de Juan     |          |          |          | 4 pusty  | 4 pusty  |     |
| Trener                  |    |                   |          |          |          |          |          |     |
| Miguel Rivera Rodríguez |    |                   |          |          |          |          |          |     |

| Poz.                 | Nr | Zawodnik            | 1        | 2        | 3        | 4        | 5        | Pkt |
| -------------------- | -- | ------------------- | -------- | -------- | -------- | -------- | -------- | --- |
| R                    | 3  | Miguel Ángel de Amo | 9 sześć  | 9 sześć  | 9 sześć  | 9 sześć  | 9 sześć  | 2   |
| Ś                    | 5  | Moisés Cézar        | 5 dwa    |          | 2 zmiana | 5 dwa    | 4 pusty  | 1   |
| Ś                    | 6  | Borja Ruiz          | 8 pięć   | 8 pięć   | 8 pięć   | 8 pięć   | 8 pięć   | 13  |
| P                    | 7  | Juan González       | 7 cztery |          | 7 cztery | 7 cztery | 7 cztery | 9   |
| A                    | 10 | Alexander Szot      | 6 trzy   | 6 trzy   | 6 trzy   | 6 trzy   | 6 trzy   | 17  |
| P                    | 18 | Israel Rodríguez    | 4 jeden  | 4 jeden  | 4 jeden  | 4 jeden  | 4 jeden  | 11  |
| L                    | 16 | Toni Llabrés        | L        | L        | L        | L        | L        |     |
| Zmiany               |    |                     |          |          |          |          |          |     |
| Ś                    | 4  | Manuel Parres       | 2 zmiana | 5 dwa    | 5 dwa    | 2 zmiana | 5 dwa    | 5   |
| P                    | 11 | Mario Ferrera       | 2 zmiana | 7 cztery |          | 4 pusty  | 4 pusty  | 3   |
| Nie weszli na boisko |    |                     |          |          |          |          |          |     |
| R                    | 1  | Javier Alemán       |          |          |          | 4 pusty  | 4 pusty  |     |
| P                    | 14 | Arabisen Rodríguez  |          |          |          | 4 pusty  | 4 pusty  |     |
| L                    | 12 | Antonio Casimiro    |          |          |          | 4 pusty  | 4 pusty  |     |
| Trener               |    |                     |          |          |          |          |          |     |
| Piero Molducci       |    |                     |          |          |          |          |          |     |

## Statystyki meczowe
| TER | STATYSTYKI        | ALM |
| 110 | MAŁE PUNKTY       | 103 |
| 71  | ATAK              | 49  |
| 6   | BLOK              | 6   |
| 7   | SERWIS            | 6   |
| 26  | BŁĘDY PRZECIWNIKA | 42  |